# ديف واليس
ديف واليس (بالإنجليزية: Dave Wallis)‏ (27 نوفمبر 1917، مرليبون في المملكة المتحدة - 12 يونيو 1990، كولشيستر في المملكة المتحدة)؛ روائي بريطاني.